# (8694) 1993 CO
(8694) 1993 CO là một tiểu hành tinh vành đai chính. Nó được phát hiện bởi Seiji Ueda và Hiroshi Kaneda ở Kushiro, Hokkaidō, Nhật Bản, ngày 10 tháng 2 năm 1993.